# Стари надгробни споменици у Теочину
Стари надгробни споменици у Теочину (Општина Горњи Милановац) обухватају групу релативно добро очуваних надгробника на сеоском гробљу, четири крајпуташа и неколико усамљених надгробника.
Теочински споменици одликују се великим варијететом форми и чине драгоцен извор за проучавање генезе становништва овог подсувоборског села.

## Теочин
Село Теочин налази се у северозападном делу општине Горњи Милановац, на раскрсници путева од Горњег Милановца према Ваљеву, Пожеги и Чачку. Граничи се са атарима села Леушићи, Брезна, Лозањ, Горњи Бањани, Полом, Брајићи и Коштунићи. Насеље је разбијеног типа, са четрнаест заселака.
Теочин припада расељеним средњовековним насељима. Први пут се помиње у турским дефтерима 1525. године као село Телчино. Садашње насеље формирано је крајем 18. и почетком 19. века досељавањем становништва из Херцеговине, Старог Влаха и околине Ужица. 
Према предању, на месту званом Ћелије постојала је црква брвнара која је за једну ноћ премештена у Брезну.
У Теочину је рођен војвода Милић Дринчић, један од предводника Првог и Другог српског устанка.
Из Теочина је родом и чувени мајстор каменорезац Јосиф Симић Теочинац.
Сеоска слава је Друге Тројице.

## Стари надгробни споменици у Теочину

### Сеоско гробље
Теочинско гробље величином и бројем споменика сведочи о демографским приликама и знатној насељености овог краја у прошлости.
Ручно сечени и клесани споменици из 19. и првих деценија 20. века уклапају се у опште стилске и техничке одлике и сведоче о развоју каменорезачког заната у овом делу Србије. Хронолошки гледано, најстарија надгробна обележја су у виду аморфних, необрађених комада камена. Следе ниски, грубо обрађени тесаници без икаквих уреза осим крста; стубови и масивнији крсташи од локалног конгломерата са рудиментарним натписима и стилизованим крстоликим приказима људске фигуре; ниски студенички мермерни крстови; стубови квадратног пресека са или без покривке, са урезима епитафа и геометријских и флоралних орнаментата (у појединим случајевима са приказима покојника и стилизованих предмета који симболично одређују његов узраст, пол и социјални статус); различити стубови од пешчара са пирамидалним завршетком; затим споменици у виду вертикалних плоча надвишених декоративним крстом; хоризонталне надгробне плоче итд.
Својом величином и изузетном обрадом неколико надгробних споменика сведоче о економској моћи појединих теочинских фамилија, а још више мајсторству таковских каменорезаца – на првом месту Јосифа Симића Теочинца, Уроша Марковића и Добросава Стевановића.

### Крајпуташи
У Теочину постоји више споменика крајпуташа:
Крајпуташ Ковачевићу у Теочину налази се у центру варошице, крај пута за Равну Гору. Посвећен је извесном Ковачевићу, припаднику „стајаће” Војске Краљевине Србије који је изгубио живот у Српско-бугарском рату у бици на Сливници 1885. године. Могуће је да се ради о Роману, сину Јеврема Ковачевића или Светиславу, сину Косте Ковачевића. У Државном попису Кнежевине Србије из 1863. године обојица се наводе као једногодишњаци.
Крајпуташи испод записа у Теочину налазе се испод стабла трешње – записа, на раскрсници пута Теочин–Горњи Бањани–Брајићи. Посвећени су борцима страдалим у ослободилачким ратовима Србије − Светозару Весковићу, учеснику Српско-турског рата који је погинуо у борбама за Прокупље 1878. године и непознатом војнику − учеснику Другог балканског рата који је рањен 1913. године у борби са Бугарима.
Крајпуташ поднареднику Крсти Брковићу у Теочину налази се крај пута за Равну Гору. Посвећен је поднареднику Војске Краљевине Србије Крсти Брковићу из Теочина који је изгубио живот 1885. године борећи се у Српско-бугарском рату. Споменик је рад чувеног мајстора каменоресца Јосифа Симића Теочинца, родом управо из овог села.

#### Усамљени надгробници
У Теочину је ван гробљишта лоцирано још неколико споменика. Са десне стране пута према Брајићима, зарасли у густу вегетацију, налазе се масиван стуб оштећеног натписа са урезом крста и 1808. године, поред кога је оборени споменик на коме пише да је том месту сахрањен извесни Милован Николић. У засеоку Дринчићи на (Урвинама) су два обележја. Први је споменик у њиви оштећеног натписа, са очуваним са урезом крста, а други белег над гробом где је, према локалном предању, сахрањен Станиша Обућина који је погинуо несрећним случајем „у сватовима”.